# Gianni Amadei
Gianni Amadei, auch Giovanni Amadei (geb. vor 1962) ist ein italienischer Visagist, Regieassistent und Filmregisseur.

## Leben
Amadei arbeitete seit 1962 als Visagist für zahlreiche Filme, bevor er Ende der 1970er Jahre als Produktionsleiter und Organisator, vor allem für Pupi Avati, tätig wurde. Nach einem Zwischenspiel als Regisseur eines Hardcorefilmes war er in den 1990er Jahren als Regieassistent bei Avatis Filmen beschäftigt.

## Filmografie
- 1989: Liebe auf Asphalt (Hard Car)